# Amt Lauenburgische Seen
Het Amt Lauenburgische Seen is een amt in de Duitse deelstaat Sleeswijk-Holstein. Het omvat 25 gemeenten in de Kreis Hertogdom Lauenburg. Het bestuur zetelt in de stad Ratzeburg, die zelf geen deel van het amt uitmaakt. Oorspronkelijk omvatte het amt, als Amt Ratzeburger-Land 18 gemeenten, na de opheffing van het Amt Gudow-Sterley per 1 januari 2007 werd het uitgebreid met zeven gemeenten.

## Natuurpark
Het amt kreeg in 2007 zijn huidige naam. Het werd daarmee vernoemd naar het Natuurpark Lauenburgische Seen, een natuurgebied van ruim 470 km² tegen de  grens met Mecklenburg-Voor-Pommeren. See is het Duitse woord voor meer. Het natuurpark, met daarin 40 meren, werd gesticht in 1961.

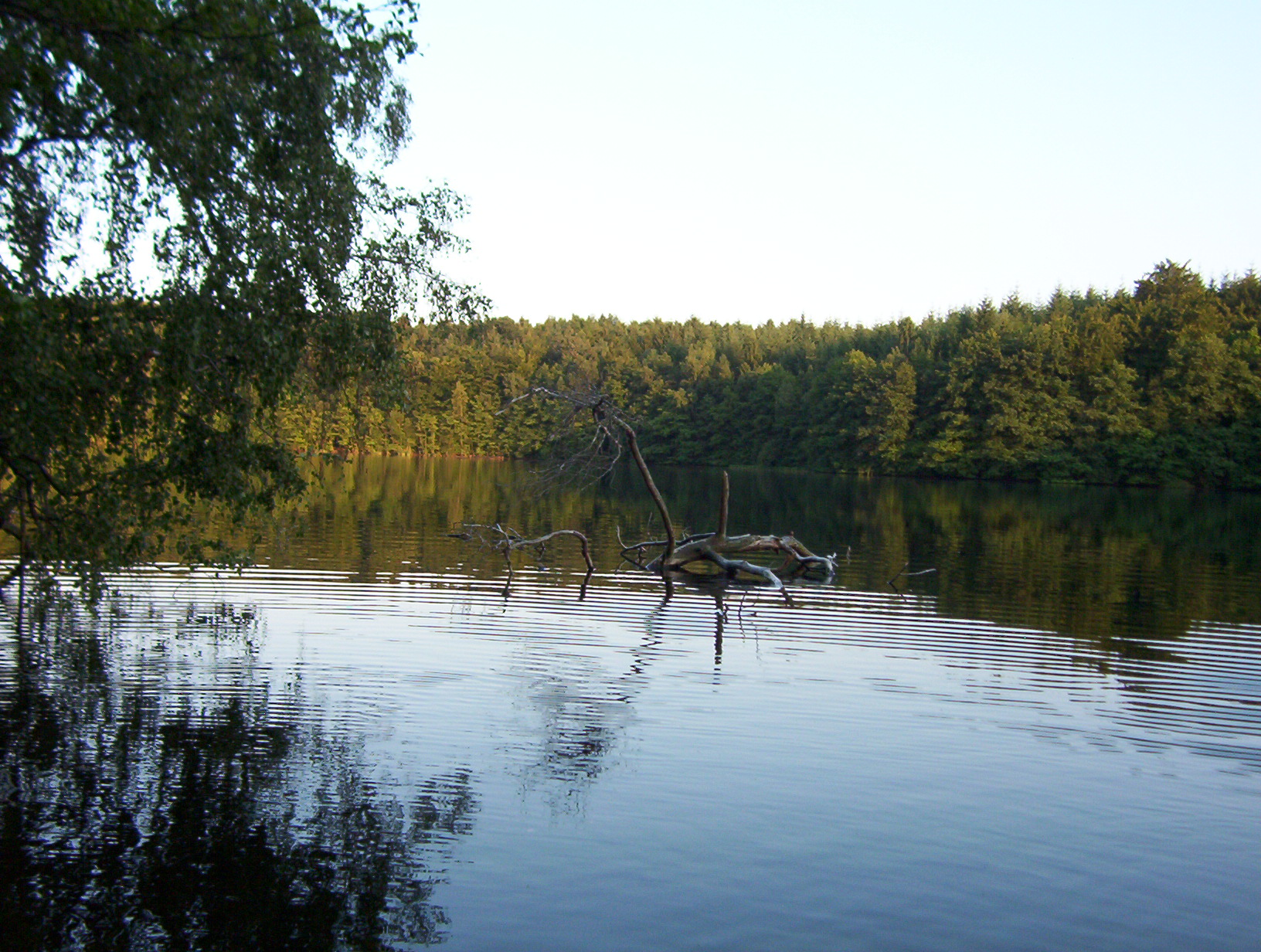
De Pinnsee in het Natuurpark Lauenburgische Seen

## Deelnemende gemeenten
1. Albsfelde
2. Bäk
3. Brunsmark
4. Buchholz
5. Einhaus
6. Fredeburg
7. Giesensdorf
8. Groß Disnack
9. Groß Grönau
10. Groß Sarau
11. Harmsdorf
12. Hollenbek
13. Horst
14. Kittlitz
15. Klein Zecher
16. Kulpin
17. Mechow
18. Mustin
19. Pogeez
20. Römnitz
21. Salem
22. Schmilau
23. Seedorf
24. Sterley
25. Ziethen